# Журумбай
Журумбай (каз. Жұрымбай, до 2007 г. — Зыковка) — село в Жуалынском районе Жамбылской области Казахстана. Входит в состав Карасазского сельского округа. Код КАТО — 314253300.

## Население
В 1999 году население села составляло 381 человек (186 мужчин и 195 женщин). По данным переписи 2009 года, в селе проживало 357 человек (173 мужчины и 184 женщины).